# سی کلیف (سان فرانسیسکو)
سی کلیف (به انگلیسی: Sea Cliff) یک منطقهٔ مسکونی در ایالات متحده آمریکا است که در سان فرانسیسکو واقع شده‌است.

## جمعیت
سی کلیف ۹۲۸ نفر جمعیت دارد.

## موقعیت
این منطقه در مجاورت اقیانوس آرام و ساحل بیکر، در جنوب غربی پرسیدیو (سان فرانسیسکو)، و شرق پارک لینکلن قرار دارد.